# Руда-Годовська
Руда-Годовська (пол. Ruda Godowska) — село в Польщі, у гміні Ополе-Любельське Опольського повіту Люблінського воєводства.
Населення — 110 осіб (2011).

## Демографія
Демографічна структура станом на 31 березня 2011 року:
|          | Загалом | Допрацездатний вік | Працездатний вік | Постпрацездатний вік |
| -------- | ------- | ------------------ | ---------------- | -------------------- |
| Чоловіки | 63      | 9                  | 43               | 11                   |
| Жінки    | 47      | 8                  | 23               | 16                   |
| Разом    | 110     | 17                 | 66               | 27                   |